# ゆめマート玉名
ゆめマート玉名（ゆめマートたまな）は、熊本県玉名市にある株式会社イズミが運営する食品スーパー。

## 概要
トッパンパックス玉名工場跡に、2013年10月23日に開業した。開業当初はゆめタウン業態の『ゆめタウン玉名』として営業し、熊本県内では6店舗目、2005年に開店した「ゆめタウン八代」以来となる8年ぶりの出店となった。同県内のゆめタウンの店舗としては初の平屋建てとなっており、屋上部分は駐車場となっている。
2020年9月1日に「ゆめマート玉名」へ店名が改称された。

## 沿革
- 2013年（平成25年）10月23日 - 株式会社イズミ運営の「ゆめタウン玉名」として開店[4]。
- 2020年（令和2年）9月1日 - 店名が「ゆめマート玉名」へ改称[3]。

## フロアとテナント

### フロア概要
核店舗のゆめマート玉名と21の専門店で構成される。
| 階  | フロア概要         |
| --- | ------------------ |
| R階 | 屋上駐車場         |
| 1階 | 直営売場・専門店街 |

### 主なテナント
1階
- ダイソー（100円ショップ）
- 明林堂書店（書籍）
- メガネのヨネザワ（メガネ）
- ミスタードーナツ（ファストフード）
- 大阪王将（中華）
- サンキューカット（理容）

別棟
- チャンスセンター（宝くじ）

※テナント情報は2022年5月時点
出店テナント全店の一覧詳細情報は公式サイト「ショップ」「フロアガイド」を、営業時間およびATMを設置している金融機関の詳細は「サービスガイド」を参照。

## アクセス
熊本県道347号沿いに位置している。

### 鉄道
- 玉名駅（JR九州・鹿児島本線）から徒歩約12分
- 新玉名駅（JR九州・九州新幹線）から徒歩約40分

### バス
- 産交バス 「ゆめマート玉名前」バス停下車
  - A3-2　桜町BT(大倉･植木･京町本丁経由)・玉名駅方面
  - 33・37　菊水ロマン館・南関上町・玉名駅方面
- 鹿児島本線 - 玉名駅より、産交バス交通センター行きで約5分。
- 九州新幹線 - 新玉名駅より、産交バス玉名市役所経由・玉名駅行きで約10分。

### 自動車
- 九州自動車道 - 菊水ICより約15分

### 駐車場
当施設の駐車場は、454台利用可能である。
| 施設駐車場 | 駐車可能時間 | 備考         |
| ---------- | ------------ | ------------ |
| 平面駐車場 | 非公表       |              |
| 屋上駐車場 | 非公表       | 高さ制限2.3m |

## 周辺
- 熊本第一信用金庫 玉名支店
- 熊本家庭裁判所 玉名支部
- 玉名市立玉名町小学校

近隣の大規模小売店舗
- カリーノ玉名 - 国道208号を挟んだ向かい側に立地する。核テナントはダイレックス玉名中央店。[5]